# Моршајд
Моршајд (њем. Morscheid) општина је у њемачкој савезној држави Рајна-Палатинат. Једно је од 103 општинска средишта округа Трир-Сарбург. Према процјени из 2010. у општини је живјело 951 становника. Посједује регионалну шифру (AGS) 7235090.

## Географски и демографски подаци
Моршајд се налази у савезној држави Рајна-Палатинат у округу Трир-Сарбург. Општина се налази на надморској висини од 245 метара. Површина општине износи 5,5 km². У самом мјесту је, према процјени из 2010. године, живјело 951 становника. Просјечна густина становништва износи 174 становника/km².